# 베이맥스!
베이맥스!(Baymax!)는 2022년 디즈니+ 오리지널로 공개을 한 2014년에 개봉을 한 빅 히어로의 스핀오프 시리즈이다.

## 목소리 출연
한국어판
- 홍범기 - 베이맥스
- 조현정 - 캐스 아르마다
- 심규혁 - 히로 아르마다
- 양정화 - 키코
- 김아롱 - 소피아
- 정의한 - 음비타
- 심규혁 - 유키아
- 정의한 - 알리

## 우리말 연출
- 더빙 스튜디오 : STORM/POST PRODUCTION
- 믹싱 스튜디오 : SHEPPERTON INTERNATIONAL
- 더빙 번역 : 김상훈
- 더빙 연출 : 전혜미
- 한국어 연출 : Disney Character Voices International,Inc.
- 기획 : 월트디즈니컴퍼니코리아 유한책임회사